# كارلوس غراسي
كارلوس غراسي (بالبرتغالية: Carlos Gracie؛ 14 سبتمبر 1902 – 7 أكتوبر 1994) كان مقاتل فنون قتالية برازيلي يُنسب إليه الفضل في كونه أحد المطورين الأساسيين للجيو جيتسو البرازيلية. وهو أحد أفراد عائلة غراسي.